# Parque Nacional U Minh Hạ
O Parque Nacional U Minh Hạ (em vietnamita:  Vườn quốc gia U Minh Hạ) é um parque nacional do Vietname. O parque está localizado na província de Cà Mau (comunas Khánh Lâm, Khanh An do distrito de U Minh e comunas de Trần Hợi, Khánh Bình Tây Bắc do distrito de Trần Văn Thời). O parque tem uma área de 82,86 quilómetros quadrados e foi estabelecido no dia 20 de janeiro de 2006 para proteger o ecossistema de terras húmidas baixas na região. A fauna e a flora encontradas aqui incluem vários tipos de vida selvagem, como manguezais, cobras, tartarugas, pássaros e anfíbios.